# Wilhelm Ludwig Holland
Wilhelm Ludwig Holland (* 11. August 1822 in Stuttgart; † 28. August 1891 in Tübingen) war ein deutscher Philologe, Germanist und Romanist.

## Leben
Holland studierte an den Universitäten Tübingen und Berlin germanische und romanische Philologie und ließ sich, nachdem er noch ein Jahr lang in Paris gearbeitet hatte, 1847 als Dozent in Tübingen nieder, wo er später zum Professor ernannt wurde.

## Werke
Auf romanistischem Gebiet veröffentlichte er:
- Chrestien von Troies, eine literaturgeschichtliche Untersuchung (Tübingen 1854)
- Chevalier au Lyon (Hannover 1862; 3. Aufl., Braunschweig 1886)
- Bruchstücke aus der Chronik des Alonso de Palencia (Tübingen 1850)
- La estória de los siete infantes de Lara (Tübingen 1860)

In der Bibliothek des Litterarischen Vereins in Stuttgart erschienen auf germanistischem Gebiet:
- Meister Altswert (mit Adelbert von Keller, 1850)
- Die Schauspiele des Herzogs Heinrich Julius von Braunschweig (1855) (Digitalisat, Bayerische Staatsbibliothek)
- Buch der Beispiele der alten Weisen (1860)
- Briefe der Herzogin Elisabeth Charlotte von Orléans (1867–82, Band 1–6)
- Schreiben des Kurfürsten Karl Ludwig von der Pfalz und der Seinen (1884)

Mit Adelbert von Keller und Franz Pfeiffer gab er Uhlands Schriften zur Geschichte der Dichtung und Sage (Stuttgart. 1865–73, 8 Bde.) heraus; auch hat er von Uhlands poetischen Werken zuerst kritische Ausgaben geliefert und bereitete einen umfassenden Kommentar zu Uhlands Gedichten vor, als dessen Probe die Schrift Über Uhlands Ballade Merlin der Wilde (1876) erschien.
Aus späterer Zeit ist noch von ihm Zu Ludwig Uhlands Gedächtnis, Mitteilungen aus seiner akademischen Lehrtätigkeit (Leipzig 1886) zu nennen.
Als Nachfolger Adelbert von Kellers wurde Holland 1883 zum Präsidenten des oben erwähnten Literarischen Vereins ernannt.
Nachlass in der Universitätsbibliothek Tübingen (Signaturen Md 504 bis Md 510).